# ایولین فریشت
ماری اولین بیلی فریشت (زاده ۱۵ سپتامبر ۱۹۰۷ - درگذشته ۱۳ ژانویه ۱۹۶۹) یک زن آمریکایی بود که به خاطر رابطه شخصی وی با سارق بانک جان دیلینجر در اوایل دهه ۱۹۳۰ فردی شناخته شده بود.
معروف است که فریشت که حدود شش ماه با دیلینجر در ارتباط بوده است، تا زمانی که او در سال ۱۹۳۴ دستگیر و زندانی شد. او دو سال محکومیت خود را در سال ۱۹۳۶ به پایان رساند، سپس به همراه خانواده دیلینجر به مدت ۵ سال با نمایش «جنایت پرداخت نمی‌شود» در ایالات متحده بازدید کرد. او سپس ازدواج کرد و برای زندگی آرام‌تر در دهه‌های آخر زندگی خود به منطقه رزرواسیون سرخپوستی منومین، جایی که در آن متولد شده بود، بازگشت.

## اوایل زندگی
مری ایولین ("بیلی") فریشت در نئوپیت، ویسکانسین، در منطقه رزرواسیون سرخپوستی منومین به دنیا آمد. او پیشینه مادرش (متخلص به نام مری لیبل) را "نیمی فرانسوی و نیمی سرخپوست "، و پیشینه پدرش را به سادگی فرانسوی توصیف کرد.
پدر فریشت زمانی که او هشت ساله بود، درگذشت. او در یک مدرسه تبلیغی در رزرواسیون حضور یافت و سپس به یک مدرسه شبانه‌روزی دولتی برای سرخپوست‌ها در داکوتای جنوبی فرستاده شد. بعد از مدتی به خانه عمه اش رفت تا پرستار شود. در ۱۸ سالگی به شیکاگو نقل مکان کرد تا به خواهرش نزدیک شود. در ۲۴ آوریل ۱۹۲۸، او تنها فرزند خود، ویلیام ادوارد فریشت را در حالی که در خانه یک مادر مجرد در شیکاگو زندگی می‌کرد، به دنیا آورد. ویلیام تنها سه ماه قبل از مرگ در ۲۴ ژوئیه ۱۹۲۸ زندگی کرد.

## ازدواج و خانواده
فریشت و «والتر اسپارک» در ۲ اوت ۱۹۳۲ در شیکاگو ازدواج کردند. اسپارک به همراه دو نفر دیگر در ۲۰ ژوئیه ۱۹۳۲ به اتهام سه فقره سرقت از ایستگاه‌های پستی در داروخانه‌ها به ۱۵ سال زندان در لوین‌ورث محکوم شد. والتر اسپارک و همدستش، آرتور چرینگتون، هر دو در یک روز، ازدواج کردند. مراسم ازدواج آنها در زندان کوک کانتی توسط چاپلین ای ان ویر انجام شد. اسپارک و چرینگتون در ۱۳ اوت ۱۹۳۲ وارد لیونورث شدند.

## رابطه با جان دیلینجر

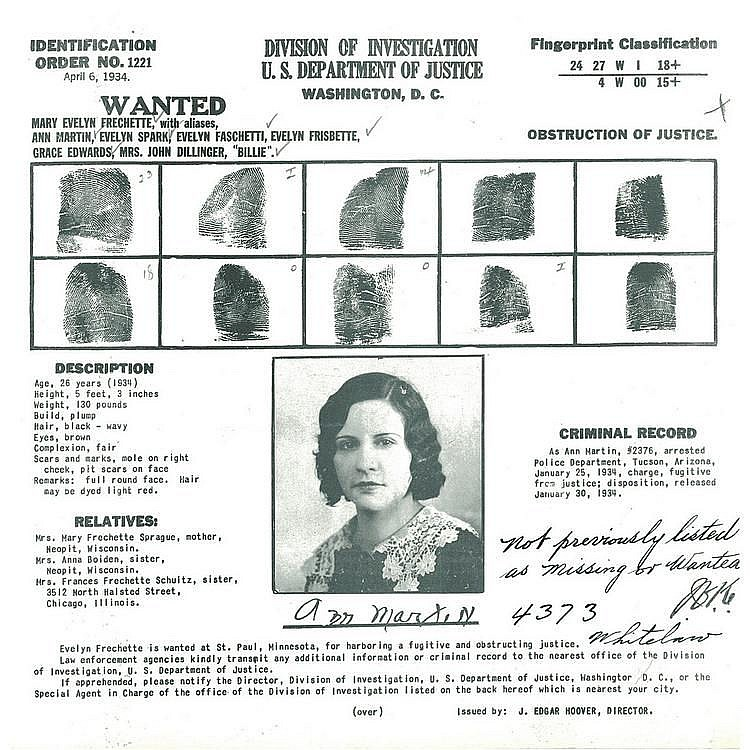
دستور تعقیب اف‌بی‌آی

فرشت در نوامبر ۱۹۳۳ با جان دیلینجر در یک کاباره ملاقات کرد. آنها بلافاصله پس از آن رابطه خود را آغاز کردند. از فریشت نقل شده است که «جان با من خوب بود. او از من مراقبت کرد و برایم انواع جواهرات و ماشین و حیوانات خانگی می‌خرید و ما به جاهایی رفتیم و چیزهایی دیدیم و او هر آنچه یک دختر می‌خواست به من داد. او با من مانند یک خانم رفتار کرد.» فرشت بیشتر نقش‌های زناشویی را با دیلینجر عهده‌دار بود تا اینکه همدست وی باشد. او یک بار پس از اینکه دیلینجر توسط پلیس تیر خورد، رانندگی ماشین فرار را برعهده داشت. او در ۹ آوریل ۱۹۳۴ به دلیل اجازه دادن به دیلینجر برای مخفی شدن در آپارتمانش در سنت پل، مینه سوتا و به دلیل ممانعت از اجرای عدالت دستگیر شد. دیلینجر و یکی از همراهان دستگیری او را از یک بلوک دورتر تماشا کردند. دیلینجر می‌خواست به قانونگذاران حمله کند و او را نجات دهد، اما این استدلال را پذیرفت که در این تلاش کشته خواهد شد.
فریشت دو سال در مزرعه اصلاحی فدرال در میلان، میشیگان به دلیل نقض قانون پناهگاه فدرال گذراند. او در سال ۱۹۳۶ آزاد شد.

## زندگی بعدی
فریشت پس از آزادی و مرگ دیلینجر به مدت پنج سال با خانواده وی سفر کرد. نمایش سیار آن‌ها «جرم پرداخت نمی‌شود» بود. فریشت به رزرو منومین بازگشت، جایی که بعدها دو بار در آنجا ازدواج کرد. او بر اثر ابتلا به سرطان در ۱۳ ژانویه ۱۹۶۹ در سن ۶۱ سالگی در شاوانو، ویسکانسین درگذشت. او در گورستان وودلاون در کنار همسر سومش آرتور تیک به خاک سپرده شده است.

## فرهنگ عامه
- در سال ۱۹۷۳ در فیلم دیلینجر، با بازی میشل فیلیپس در نقش فریشت.
- در سال ۱۹۹۱ در فیلم دیلینجر، با بازی شریلین فن در نقش فریشت.
- در سال ۲۰۰۹ در فیلم دشمنان ملت، با بازی ماریون کوتیار در نقش فریشت.